# Alejandro Fadel
Alejandro Fadel (Tunuyán, Mendoza; 1 de enero de 1981) es un director y guionista de cine argentino.

## Actividad profesional
Pasó su infancia en su ciudad natal, con sus padres que eran agricultores. Desde que egresó de la escuela secundaria vivió en Buenos Aires, donde estudió en la Universidad del Cine. Después de trabajar en varios cortometrajes, coguionó los largometrajes Leonera en 2008, Carancho en 2009 y Elefante blanco en 2012.
En 2004 coguionó y codirigió el filme El amor (primera parte) y en 2012 dirigió Los salvajes. En 2018 dirigió el filme Muere, monstruo, muere  La película fue seleccionada para participar en la 71° edición del Festival de Cannes en la sección Un Certain Regard.

## Filmografía
Intérprete
- Castro  (2009)	...	Extra organización
- Moreno 342 (cortometraje	2002)
- La familia Peterson (cortometraje	1999)

Director
- El elemento enigmático (mediometraje 2020)
- Muere, monstruo, muere (2018)
- Gallo rojo (cortometraje 2016)
- Los salvajes (2012)
- El amor (primera parte) (2004)
- Bolero (cortometraje 2002)
- Felipe (cortometraje 2002)
- Moreno 342 (cortometraje	2002)
- Sábado a la noche, domingo a la mañana (cortometraje	2002)
- ¿Qué hacemos con Pablito?  (cortometraje	 2000)
- La familia Peterson (cortometraje	1999)

Asistente de Dirección
- Historias extraordinarias  (2008)
- La muerte de Ricardo Lee (cortometraje	2001)

Guionista
- El elemento enigmático (mediometraje 2020)
- Los salvajes  (2012)
- Elefante blanco)  (2012)
- La vida nueva (2011)
- Nómade (cortometraje 2010)
- Carancho (2009)
- Sábado a la noche, domingo a la mañana (cortometraje	2002)
- Leonera  (2008)
- El amor (primera parte)  (2004)
- Bolero (cortometraje 2002)
- Felipe (cortometraje 2002)
- Moreno 342 (cortometraje	2002)
- Sábado a la noche, domingo a la mañana (cortometraje	2002)
- ¿Qué hacemos con Pablito?  (cortometraje	 2000)
- La familia Peterson (cortometraje	1999)

Producción
- Muere, monstruo, muere  (2018)
- Los salvajes  (2012)
- Felipe (cortometraje 2002)

Productor asociado
- Muere, monstruo, muere  (2018)
- Los salvajes  (2012)

Montaje
- Felipe (cortometraje 2002)
- Moreno 342 (cortometraje	2002)